# ميغيل إسترادا (محامي)
ميغيل إسترادا (بالإنجليزية: Miguel Estrada)‏ هو محامي أمريكي، ولد في 25 سبتمبر 1961 في تيغوسيغالبا في هندوراس.